# 대니 웰즈
대니 웰즈(Danny Wells, 1941년 4월 7일 ~ 2013년 11월 28일)는 캐나다의 배우, 성우, 텔레비전 배우이다.
몬트리올에서 태어났으며 토론토에서 사망하였다. 사인은 암이다.

## 영화
- 텍스트얼리티 (2011년)
- 슬로몬의 노래 (2007년)
- 라스트 키스 (2006년)
- 킬링 야드 (2001년)
- 프로텍션 (2001년)
- 매그놀리아 (1999년)
- 레니게이드 (1992년)
- 슈퍼 마리오 - TV 만화 시리즈 (1989년)
- 슈퍼소녀 비키 (1985년)
- 립타이드 (1984년)
- A 특공대 - TV시리즈 (1983년)
- 더 폴 가이 (1981년)
- 육체와 영혼 (1981년)
- 벤자민 일등병 (1980년)
- 산타 옷을 입은 사나이 (1978년)
- 아들과 딸들 (1977년)
- 기동순찰대 (1977년)
- 쉐기 D.A. (1976년)
- 세계에서 가장 힘센 남자 (1975년)
- 샌포드 앤 선 (1972년)